# Sint-Michaëlkerk (Finström)
De Sint-Michaëlkerk in Finström op het Fasta Åland, het hoofdeiland van de Finse regio Åland, is een stenen kerk uit de late 13e eeuw. De kerk is gewijd aan de aartsengel Michaël.

## Geschiedenis
Tijdens archeologische opgravingen in 1969-70 werd onder de kerk de stenen fundering van een kleinere kerk (ca. 14 x 8 m) gevonden. Deze houten kerk dateerde waarschijnlijk uit de 12e eeuw.
De kerk lag toen aan een baai, zodat hij ook per schip bereikt kon worden. Door de postglaciale opheffing is deze baai al lang geleden drooggevallen; er resteert nog een meertje achter de kerk: Prästträsket.
Opmerkelijk is dat zich op deze locatie, anders dan de meeste andere kerken uit Åland, geen oudere begraafplaats uit de ijzertijd bevindt. Wel is bij een opgraving in 1949 een groep vroegmiddeleeuwse graven gevonden. Deze hoorden vermoedelijk bij die oudere houten 12e-eeuwse kerk.
De huidige, stenen kerk werd waarschijnlijk aan het eind van de 13e eeuw gebouwd, in een periode waarin verspreid op Åland meerdere stenen kerken gebouwd zijn. Dit is onder andere herleid uit de vondst van een muntenschat in de sacristie, welke munten ergens in de jaren 1280 moeten zijn geslagen.
De huidige kerk werd gebouwd uit plaatselijk rood rapakivi-graniet.
In het midden van de 15e eeuw werd de kerk ingrijpend uitgebreid: de sacristie werd verhoogd, het schip kreeg een tamelijk complex en uniek gewelf, het kerkportaal werd recht tegenover de sacristie toegevoegd waardoor het plattegrond van de kerk een kruisvorm kreeg, en de toren werd in 1467 toegevoegd. Anders dan bij de meeste andere kerken die in deze periode zijn gebouwd, werd de toren niet los tegen het schip aan 'geplakt', maar maakt hij bouwtechnisch deel uit van het schip. Uit de dikkere pijlers recht onder de toren kan worden afgeleid dat men bij de bouw al rekening gehouden had met deze uitbreiding. De toren kreeg vier kleinere, markante, hoektorentjes.
De noordgevel is altijd raamloos gebleven, in tegenstelling tot veel andere kerken in die tijd.
Na deze verbouwing kreeg de kerk tal van muurschilderingen die van verschillende meesters lijken te komen. Ze beschrijven uiteenlopende kerkelijke motieven. Ze zijn uitzonderlijk goed bewaard gebleven.
Tot aan de reformatie was deze kerk Dominicaans. De reformatie heeft naar omstandigheden relatief weinig gevolgen gehad voor het gebouw. In die periode is het onderhoud niet onderbroken geraakt, en werden alleen de muren wit gekalkt.
In de 19e eeuw vond nog een kleine renovatie plaats waarbij de ramen aan de zuidkant werden vergroot.

## F.P. von Knorring

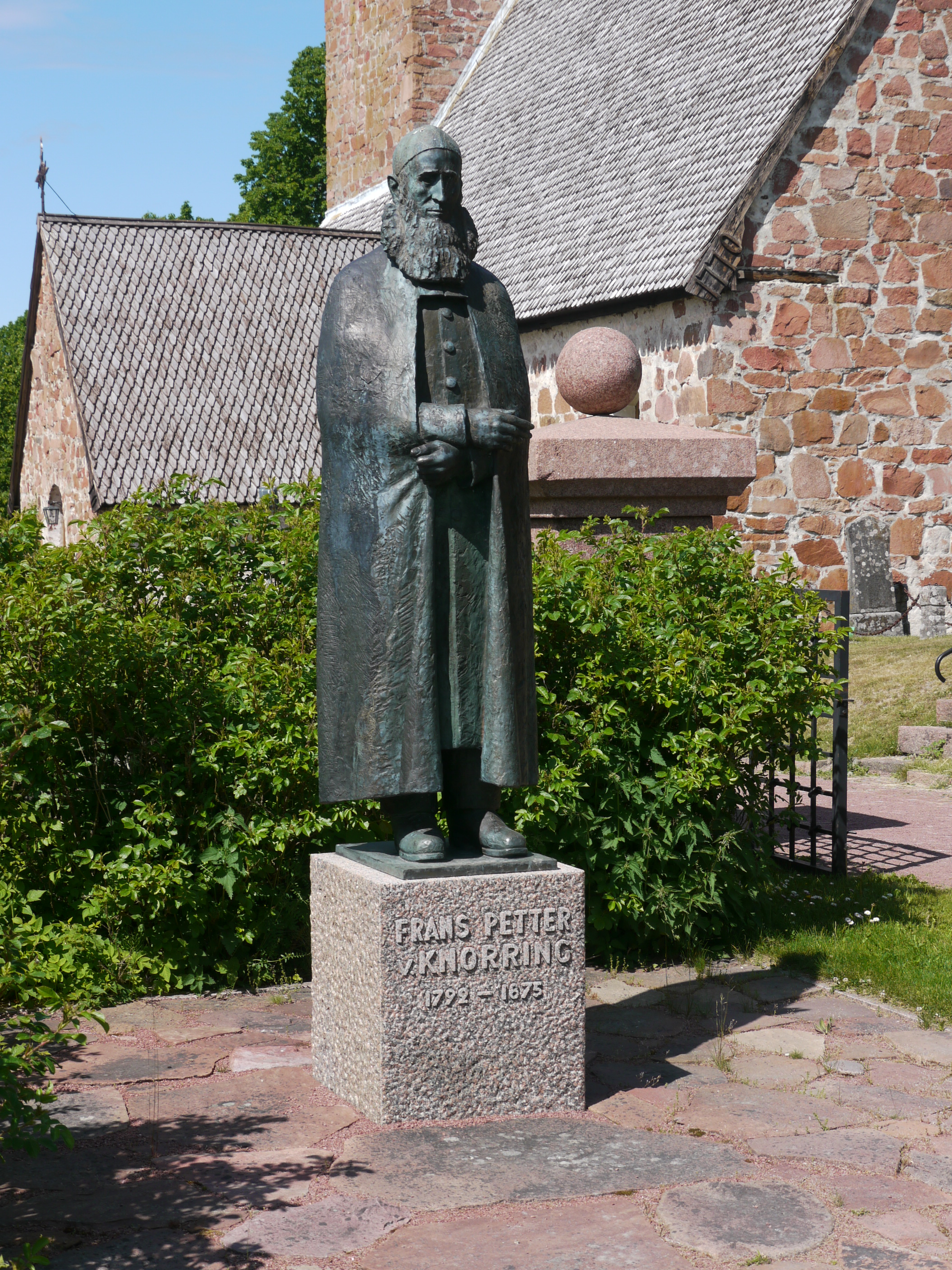
Het standbeeld van von Knorring.

De bekende Ålandse onderwijzer, hervormer en predikant Frans Peter von Knorring, die in de 19e eeuw een aanzienlijke bijdrage heeft geleverd aan de ontwikkeling van Åland, heeft het belangrijkste deel van zijn leven in Finström gewoond en gewerkt. Hij was vanaf 1834 voorganger van deze kerk en hij ligt naast de kerk begraven. Voor de kerk staat een prominent standbeeld van hem.